# Ma Lin (seigneur de guerre)
Pour les articles homonymes, voir Ma Lin.
Ma Lin (chinois simplifié : 马麟 ; chinois traditionnel : 馬麟 ; pinyin : mǎ lín, né dans l'actuelle Préfecture autonome hui de Linxia, province du Gansu, en 1873 et mort le 26 janvier 1945), de la clique des Ma (seigneurs de la guerre chinois musulmans), est le président de la province du Qinghai de 1931 à 1938, sous la république de Chine.
Son père Ma Haiyan (en), seigneur de la guerre, contrôlait pour l'impératrice Cixi de la dynastie Qing, les provinces du Gansu et du Qinghai. Puis son frère Ma Qi, à partir de 1900 le remplace (gardant ce rôle sous le dernier empereur, Puyi puis sous la république de Chine jusqu'à la fin de celle-ci en 1949).